# Jakob Hutter
Jakob Hutter (sau Huter) (n. lângă San Lorenzo di Sebato, Tirolul de Sud - Italia - d. 25 februarie 1536 în Innsbruck) a fost unul din conducătorii mișcării anabaptiste din Elveția și Tirol, care a avut loc în secolul al XVI-lea.

## Viața
Hutter învață meseria de pălărier în Praga și ulterior va face diferite călătorii cu care ocazie va cunoaște mișcarea Täufer în Klagenfurt am Wörthersee, devenind unul din membrii ei. Astfel el va începe să predice învățătura Täufer prin Valea Pust unde va întemeia câteva comunități ale mișcării religioase. La începutul anului 1529 autoritățile încep urmărirea lui Hutter și adepților săi, din care cauză ei se vor muta în Moravia. Cu toate că cunoaște metodele crude de interogare a inchiziției, Hutter rămâne în Tirol pentru a-și continua activitatea de convertire religioasă. Deja în anul 1527 a făcut cunoscut prințul Ferdinand I care devine ulterior împărat, că nu va tolera mișcarea eretică a sectei. Ca urmare a intensificării prigoanei autorităților Hutter se va refugia în anul 1533 în Moravia urmat de adepții săi din Pfalz, Schwaben și Schlesien. Sosit în Moravia Hutter reușește să împiedice scindarea mișcării, care va cunoaște o perioadă de înflorire, fiind întemeiate o serie de așezări ale sectei. In anul 1535 autoritățile vor obliga pe Hutter și adepții săi să părăsească Moravia, astfel Hutter ajunge din nou în Tirol. La data de 30 noiembrie 1535 a fost arestat în Chiusa (Klausen, Tirolul de Sud) și a fost dus la reședința mănăstirească din Bronzolo (Branzoll), ca pe urmă să ajungă în Innsbruck. Cu toate torturile suferite în închisoare nu va trăda numele membrilor sectei. În cele din urmă,  la data de 25 februarie 1536 Hutter a fost condamnat la moarte de inchiziție prin ardere pe rug iar cronica mișcării amintește că au fost executați în total 350 de membri ai sectei.